# Fusarium
Fusarium es un hongo género de microhongos filamentosos ampliamente distribuido en el suelo y en asociación con plantas. La mayoría de las especies son saprofitas y son unos miembros relativamente abundantes de la microbiota del suelo. Las esporas del hongo son fácilmente reconocibles al microscopio por su forma de media luna o de canoa. Algunas especies producen micotoxinas en los cereales y que pueden afectar a la salud de personas y animales si estas entran en la cadena alimentaria. Las principales toxinas producidas por estas especies de Fusarium son fumonisinas, tricotecenos y zearalenona. 
Son patógenos facultativos (saprofitos facultativos), capaces de sobrevivir en el agua y suelo alimentándose de materiales en descomposición. Son importantes agentes de contaminación en los laboratorios de microbiología. Algunas especies son fitopatógenas causando la enfermedad conocida como fusariosis. 

## Enfermedades
Diversas especies del género Fusarium causan infecciones en humanos, tanto superficiales como sistémicas llamadas en general fusariosis. Entre otras:
- Queratomicosis.
- Onicomicosis.
- Infecciones cutáneas.
- Enfermedad de Panamá.

### Riesgo
La población expuesta es aquella que sufre traumas oculares o está en contacto considerable con la microbiota del suelo:
- Agricultores.
- Trabajadores de la construcción.
- Uso inapropiado de lentes de contacto.
- Otros traumas accidentales.

## Daños en los cultivos

### Cebada
Fusarium graminearum normalmente afecta a la cebada si existen periodos lluviosos hacia el final del cultivo. Tiene un importante impacto económico en las industrias cerveceras y de piensos para animales, ya que la cebada es su principal materia prima. La contaminación en la cebada puede producir el conocido como "Tizón" y en grandes afectaciones puede dar coloración rosada a la cebada. [3]
Fusarium graminearum puede causar también pudriciones de raíz y muertes de plántulas en semilleros. El total de pérdidas en EE. UU. por Fusarium en cebada y trigo entre los años 1991 y 1996 fueron estimadas en 300.000 millones de pesos. [3]

## Uso en la alimentación humana
Fusarium venenatum es producido industrialmente para su uso en la alimentación humana por Marlow Foods, Ltd., y es vendido con la marca Quorn en Europa y América del Norte.

## Guerra biológica
La utilización de Fusarium como elemento en la Guerra microbiológica tuvo su origen en la observación de las grandes mortandades que se produjeron en la Unión Soviética en las décadas de 1930 y 1940 cuando Fusarium contaminó la harina de trigo que se usó para elaborar pan y causó una intoxicación alimentaria con una tasa de mortalidad del 60%.  Los síntomas comenzaban con dolor abdominal, diarrea, vomitos, y postración.  A los días seguía con fiebre, escalofríos, mialgias y depresión de la médula ósea con granulocitopenia e infecciones secundarias.  Síntomas posteriores incluían ulceraciones en la faringe y laringe y sangrado difuso en la piel y equimosis), melena, diarrea sanguinolenta, hematuria, hematemesis, epistaxis, sangrado vaginal, Pancitopenia y ulceración gastrointestinal.  La contaminación por Fusarium sporotrichoides se encontró en los cereales afectados en 1932. Estos hechos estimularon las investigaciones con fines médicos y para su uso en la Guerra Biológica.  
El ingrediente activo que se encontró fue el tricoteceno T-2 micotoxina, y fue producido en cantidad e incluido en armamento antes de la entrada en vigor de la Convención de Armas Biológicas de 1972. Los soviéticos fueron acusados de utilizar este agente bajo el nombre de "Lluvia amarilla",  y que se presume causó 6.300 muertes en Laos, Camboya y Afganistán entre 1975 y 1981.
El seguimiento de un brote de Fusarium oxysporum que afectó a plantaciones de coca y otras cosechas en Perú, hizo que Estados Unidos propusiese el uso de este agente como micoherbicida en la lucha contra los cultivos de coca.  En 2000, una propuesta fue autorizada para usar este agente como parte del Plan Colombia.  En respuesta a que este uso se pudiese percibido como un tipo de arma biológica, la administración de Clinton renunció a este uso de Fusarium.  Una posterior Ley estadounidense aprobada en 2006 ordenó las pruebas en campos de ensayo de agentes micoherbicidas - Fusarium oxysporum o Pleospora papaveracea - en territorio de ese país.
El uso de Fusarium oxysporum en estos ensayos ha creado ciertas preocupaciones debido a que plantas de coca resistentes al primer brote han sido ampliamente cultivadas, y el hongo ha estado implicado en el nacimiento de 31 niños anencefálicos en la región de Río Grande de Texas durante 1991, así como de la pérdida de palmeras en Los Ángeles, e infecciones en los ojos debido a soluciones de limpieza de lentes de contacto. La alternativa de Pleospora papaveracea es menos conocida a pesar de décadas de estudio en los laboratorios de guerra biológica de Taskent (Uzbekistán, en la antigua Unión Soviética, las importantes micotoxinas estudiadas entonces no han sido todavía aisladas, nombradas o estudiadas.